# St. Bonifatius (Sundhausen)

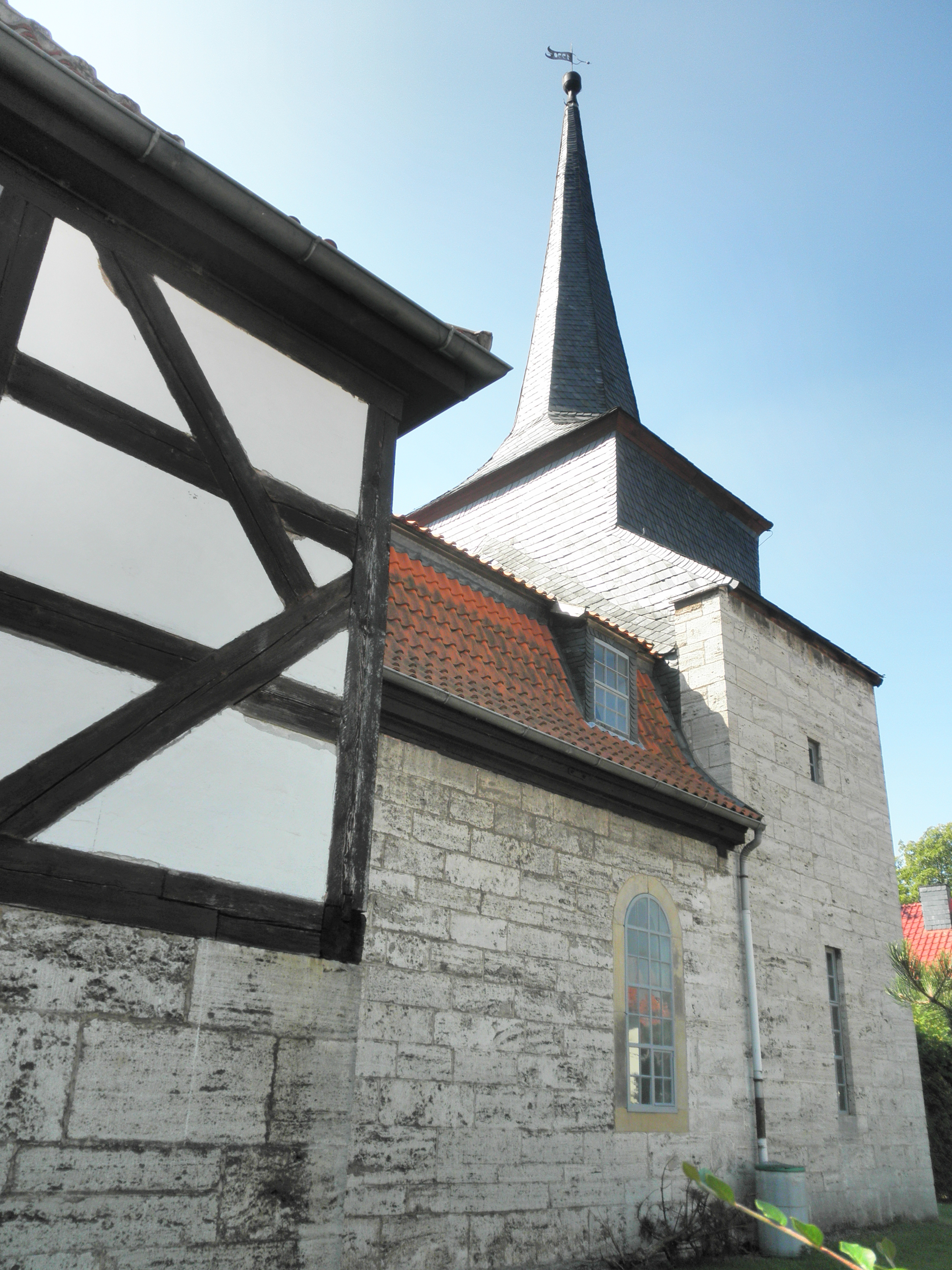
St. Bonifatius

Die evangelisch-lutherische denkmalgeschützte Kirche St. Bonifatius steht in Sundhausen, einer Gemeinde im Unstrut-Hainich-Kreis in Thüringen. Die Kirchengemeinde Sundhausen gehört zum Pfarrbereich Kirchheiligen im Kirchenkreis Mühlhausen der Evangelischen Kirche in Mitteldeutschland.

## Beschreibung
Die Saalkirche aus Natursteinmauerwerk wurde im 15. Jahrhundert errichtet. Im Osten hat sie einen dreiseitigen Abschluss. Sie wurde 1591/1592 erweitert und der Kirchturm bekam einen spitzen, achtseitigen, schiefergedeckten Helm. Der westliche Teil wurde 1930 erneuert. Im Norden ist die Sakristei angebaut. 
Der Innenraum hat an drei Seiten Emporen. Der Kanzelaltar stammt vom Anfang des 18. Jahrhunderts. Am Kanzelkorb sind Jesus Christus, Johannes der Täufer, Petrus, Paulus und Matthäus dargestellt. An der Nordwand steht eine Kreuzigungsgruppe. Eine Kasel vom Ende des 15. Jahrhunderts ist bestickt mit Darstellungen der Kreuzabnahme, der Grablegung und der Auferstehung Jesu Christi. Die Orgel mit 21 Registern, verteilt auf zwei Manuale und Pedal, wurde 1870 von Friedrich Petersilie gebaut.